# Республіка Конго на Чемпіонаті світу з легкої атлетики 2017
Республіка Конго на Чемпіонаті світу з легкої атлетики 2017, що проходив з 4 по 13 серпня 2017 року в Лондоні (Велика Британія) була представлена 2 спортсменами.

## Результати

### Чоловіки
Технічні дисципліни
| Спортсмен    | Дисципліна     | Кваліфікація | Кваліфікація | Фінал           | Фінал           |
| Спортсмен    | Дисципліна     | Результат    | Місце        | Результат       | Місце           |
| ------------ | -------------- | ------------ | ------------ | --------------- | --------------- |
| Франк Елемба | Штовхання ядра | 19.74        | 24           | Завершив виступ | Завершив виступ |

### Жінки
Трекові і шосейні дисципліни
| Спортсмен     | Дисципліна | Забіги    | Забіги | Півфінал         | Півфінал         | Фінал            | Фінал            |
| Спортсмен     | Дисципліна | Результат | Місце  | Результат        | Місце            | Результат        | Місце            |
| ------------- | ---------- | --------- | ------ | ---------------- | ---------------- | ---------------- | ---------------- |
| Сесілія Буель | 100 м      | 12.15     | 39     | Завершила виступ | Завершила виступ | Завершила виступ | Завершила виступ |